# 科安
科安（法語：Coingt）是法国皮卡第大区埃纳省的一个市镇，属于韦尔万区欧邦通县。该市镇2009年时的人口为68人。

## 人口
科安人口变化图示
| 数据来源：INSEE |